# Эскадренные миноносцы типа 42
Эскадренные миноносцы типа 42 (англ. Type 42 destroyer; также известные как эсминцы типа «Шеффилд») — тип современных эскадренных миноносцев с управляемым ракетным оружием, состоящий на вооружении Военно-морских сил Великобритании. Эсминцы типа 42 являются дальнейшим развитием эскадренных миноносцев типа 82. Всего было построено 16 кораблей этого типа в 3 модификациях (подсериях), в том числе 2 эсминца вошли в состав аргентинского флота .

## История
С приходом к власти правительства лейбористов была объявлена программа сокращения расходов на оборону. Из четырёх эсминцев типа 82 был построен только один, так как строительство авианосцев типа CVA-01, для эскорта которых они и предназначались, было отменено. Однако в середине 1960-х годов был выдан заказ на создание меньшего по размерам и более дешёвого типа кораблей, который бы мог обеспечивать ПВО нынешних соединений. Так и появился проект эсминцев типа 42. При разработке проекта сильное давление оказывало Министерство финансов, требовавшее сократить затраты на постройку. Чтобы добиться сокращения размеров и водоизмещения, пришлось отказаться от противолодочных ракет «Икара» и бомбомёта «Лимбо», ввести широкую автоматизацию, сократить до минимума дублирование систем, и уменьшить жилые помещения. В то же время корабль получил вертолётный ангар, что весьма усиливало противолодочные возможности. Также решили установить газотурбинную силовую установку (маршевые «Роллс-Ройс» «Олимпус» и форсажные «Роллс-Ройс» «Тайн») с пятилопастными винтами регулируемого шага, вместо паро-газотурбинной на «Бристоле».
Уменьшение водоизмещения повлекло за собой уменьшение дальности плавания примерно на 20 %. Обитаемость, автономность и мореходность также ухудшились, эсминцы сильно заливались водой из-за короткого полубака, поэтому на кораблях 3-й серии его удлинили. Пострадали также модернизационные возможности проекта из-за нехватки места. А Фолклендская война показала ещё и низкую живучесть эсминцев, в частности, из-за широкого применения горючих декоративных материалов, пенных наполнителей теплоизоляции корабельных конструкций, синтетических тканей и красок. Возможно, из-за этого и погиб «Шеффилд», который после 4-х часового пожара сильно выгорел, а начавшийся шторм помешал его буксировке. Ещё один потерянный корабль этого типа, «Ковентри», попал под атаку трёх аргентинских штурмовиков «Скайхок», из которых два были сбиты, но третий поразил корабль тремя 225-килограммовыми бомбами, и в течение 15 минут корабль перевернулся и затонул.
Корабли строились тремя сериями:
- 1-я серия: «Шеффилд», «Бирмингем», «Ньюкасл», «Ковентри», «Глазго», «Кардифф»; для Аргентины: «Эркулес» и «Сантисима Тринидад» (по лицензии на верфи Astillero Río Santiago);
- 2-я серия: «Эксетер», «Саутгемптон», «Ливерпуль», «Ноттингем»;
- 3-я серия: «Манчестер», «Йорк», «Глостер», «Эдинбург».

Два корабля 1-й серии («Шеффилд» и «Ковентри») были потоплены в Фолклендской войне 1982 года, остальные разобраны в 1999—2008 гг. Корабли 2-й серии выведены из состава флота и ожидают разборки. Два корабля 3-й серии остаются в строю (эсминец «Манчестер» 3-й серии выведен из состава флота 24 февраля 2011 г. За 31 год он прошёл около 1 600 000 км, эсминец «Глостер» — 30 июня 2011 г.).
Эсминцы типа 42 постепенно заменяются шестью более крупными и современными эскадренными миноносцами типа 45, которые тоже предназначены преимущественно для ПВО, и так же не несут противокорабельных ракет.

## Конструкция
Корпус корабля выполнен из стали, полностью сварной, с удлинённым полубаком, клиперным носом. Надстройка и мачты эскадренных миноносцев типа 42 выполнены из стальных сплавов.

## Вооружение
Главное вооружение эсминцев типа 42 составляла одна двухбалочная пусковая установка зенитных управляемых ракет Sea Dart с дальностью 74 км (Mod.2 150 км), досягаемостью по высоте более 18 км и маршевой скоростью 2,5М. Также корабли вооружались одной универсальной 114-мм пушкой, 2×3 324-мм торпедными аппаратами для лёгких противолодочных торпед, а также вертолётом «Lynx». Изначально какая-либо ещё ствольная артиллерия не ставилась (Адмиралтейство считало пушки «устаревшим» видом вооружений), что впоследствии негативно отразилось при отражении ракетных обстрелов со стороны аргентинцев. После Фолклендской войны были установлены две шестиствольные 20-мм установки «Вулкан-Фаланкс» со скорострельностью 4500 выстрелов в минуту и 2×1 20-мм автомата «Эрликон».
На аргентинские корабли дополнительно ставились 4 пусковые установки ракет «Экзосет», но установок «Вулкан-Фаланкс» они не несли.

## Потопление «Шеффилда»
4 мая 1982 года ракетой «Экзосет», выпущенной аргентинским самолётом «Супер-Этандар», был тяжело повреждён и вышел из строя английский эсминец УРО «Шеффилд», затонувший при буксировке 10 мая.